# Вулиця Миколи Лебедєва (Київ, Подільський район)
Ву́лиця Мико́ли Ле́бедєва — зникла вулиця, що існувала в Подільському районі міста Києва, місцевість Біличе поле. Пролягала від Замковецького провулку до Копайгородської вулиці.

## Історія
Вулиця виникла у першій половині XX століття під назвою 82-а Нова. З 1944 року отримала назву Лебединська, з 1957 року — вулиця Миколи Лебедєва, на честь революціонера Миколи Лебедєва.
Офіційно ліквідована 1961 року.
З 1961 по 2017 роки у Києві існувала вулиця Миколи Лебедєва на житловому масиві Соцмісто (нині вулиця Юрія Поправки).